# 桑德王朝
桑德王朝（波斯語：سلسله زندیه；英語：Zand dynasty）是18世紀統治伊朗南部和中部的一個王朝。

## 歷史

### 卡里姆汗
桑德王朝由庫爾德人桑德部落的酋長卡里姆汗創立，桑德部落是由雷爾斯人及拉克人的流放者組成。瓦迪厄·朱懷德等現代學者認為他是庫爾德人，他是阿夫沙尔王朝納迪爾沙旗下的一名將軍。納迪爾沙將桑德部落由萊克斯坦遷到呼羅珊東部的草原。納迪爾沙逝世後，卡里姆汗指示部落遷回萊克斯坦。在阿迪勒沙登位後，卡里姆汗、阿布法特赫汗、阿里·穆拉德汗等當地酋長當了逃兵。阿布法特赫汗成為總理，卡里姆汗為軍隊司令，而阿里·穆拉德汗則是攝政王。卡里姆汗以設拉子為首都，控制著伊朗中部及南部。為了加強他的合法性，卡里姆汗在1750年扶植年幼的伊斯梅爾沙三世，他是最後一位薩非王朝國王，伊斯梅爾沙三世只是有名無實的君王，實權落在卡里姆汗手中。1760年，卡里姆汗除去伊斯梅爾沙三世及其他異己，建立了新的王朝，他拒不接納「皇帝」的稱號，自稱「人民擁護者」。
卡里姆汗在1760年已擊敗了其他敵人，控制著伊朗地區，只有東北部的呼羅珊仍由阿夫沙爾王朝的沙魯克·阿夫沙爾統治。卡里姆汗對外討伐阿塞拜疆的阿扎德沙·阿富汗（Azad Shah Afghan）及美索不達米亞的奧斯曼人，鯨吞阿塞拜疆及巴士拉。他又從不間斷地攻伐卡扎爾部落的穆罕默德·哈桑汗·卡扎爾（Mohammad Hasan Khan Qajar），穆罕默德·哈桑汗·卡扎爾的兒子阿迦·穆罕默德·汗被帶到設拉子成為人質。
卡里姆汗在設拉子建有多座紀念建築物，包括著名的卡里姆汗城堡（Arg of Karim Khan）、瓦基爾市集（Vakil Bazaar）及多座清真寺和庭園，他又在德黑蘭建造了一所皇宮，德黑蘭在後來成為卡扎爾王朝的首都。

### 衰亡
卡里姆汗在1779年逝世，令敵對勢力有機可乘。他的兒子阿布·法特赫（Abol Fath）是一位無能的統治者，深受到叔伯的影響。阿里·穆拉德汗（Ali Murad Khan）、賈法爾汗（Jafar Khan）等統治者也沒有跟隨卡里姆汗的政策，使國家四面受敵。
桑德王朝最大的敵人是卡扎爾部落的酋長、曾作為人質的阿迦·穆罕默德·汗，他們的擴張神速。1789年，卡里姆汗的甥孫盧圖夫·阿里汗（Lotf Ali Khan）自立為王，他持續與卡扎爾部落作戰，最終兵敗被擒，並被處死在巴姆，終結了桑德王朝的統治。
在政治上，桑德王朝的君主自稱為「人民擁護者」而不以帝王自居，其重要性不僅在於這個名銜的宣傳訊息，也反映出當時的民望要求，人民期望統治者可以貼近民眾，而不是早期薩非王朝統治者那種絕對君王。
在1979年伊斯蘭革命過後，以桑德王朝命名的公眾場所和紀念建築物是唯一沒有被共和國政府移除的王朝。

## 文化
桑德王朝是國家相對和平和經濟得以增長的時期。在薩非王朝晚期被奧斯曼人佔領的土地得以奪還。伊朗的繪畫藝術在17世紀末達到巔峰，而一個獨特的繪畫學派卻在17至18世紀桑德王朝時期逐漸形成。雖然桑德王朝的統治時期較短，獨特的桑德文化仍值得注意，卡扎爾王朝時期的不少藝術特徵也是承自桑德王朝。
在外交政策上，卡里姆汗允許英國人在布什爾建立貿易據點，試圖復興薩非王朝的商貿盛況，為不列顛東印度公司打開了進入伊朗的大門，使英國增加對伊朗的影響力。桑德王朝稅制被認為是公平的，其司法系統也能保持公正和人道，死刑鮮有發生。

## 統治者
- 卡里姆汗（1750年－1779年在位）
- 穆罕默德·阿里汗（1779年在位）
- 阿布·法特赫汗（1779年在位）
- 薩迪克汗（1779年－1782年在位）
- 阿里·穆拉德汗（1782年－1785年在位）
- 賈法爾汗（1785年－1789年在位）
- 賽義德·穆勞德汗（1789年在位）
- 盧圖夫·阿里汗（1789年－1794年在位）

## 註腳
1. ↑  Perry 2006，第54頁
2. ↑  Yeroushalmi 2009，第xxxix頁
3. ↑  Sykes 1930，第277頁
4. ↑  Marsden & Album 1977，第158頁
5. ↑  Izady 1992，第12頁
6. ↑  Jwaideh 2006，第17頁
7. ↑  Meho & Maglaughlin 2001，第308頁
8. ↑  Avery et al. 1991，第64頁
9. ↑  . History of Iran: Zand Dynasty.   [2011-10-17]. （原始内容存档于2011-10-23） （英语）.
10. ↑  . farhangsara.com.   [2011-10-17]. （原始内容存档于2011-09-27） （英语）.
11. ↑  Naff & Owen 1977，第379頁
12. ↑  Spuler, Bagley & Kissling 1969，第206頁
13. ↑  Alizadeh, Pahlavani & Sadrnia 2004，第172頁
14. ↑  Bosworth 2007，第506頁
15. ↑  Adle & Habib 2003，第264頁
16. ↑  Boulanger 1966，第997頁
17. ↑  . irib.ir.   [2011-10-18]. （原始内容存档于2011-10-02） （英语）.
18. ↑  . Iran Visitor.   [2011-10-18]. （原始内容存档于2011-10-02） （英语）.